# Portopalo di Capo Passero
Portopalo di Capo Passero (Puortupalu in siciliano) è un comune italiano di 3 848 abitanti del libero consorzio comunale di Siracusa in Sicilia.

## Geografia fisica

### Territorio
La cittadina dista 58 chilometri da Siracusa ed è il comune più a sud dell'isola siciliana, ma non dell'Italia, pur trovandosi al di sotto del parallelo di Tunisi (il comune di Lampedusa e Linosa è più meridionale). Del suo territorio fanno parte l'isola di Capo Passero, a poche decine di metri dalla terraferma, e l'isola delle Correnti. La prima era un tempo una penisola, mentre la seconda tuttora lo diventa durante la bassa marea.
È un centro prevalentemente agricolo e marinaro ed è su queste attività che fonda le sue basi e le sue fortune economiche, alimentate dal boom del turismo che da circa un decennio ha coinvolto anche l'estremità del siracusano e della Sicilia sud-orientale. Portopalo è bagnata dai due mari che qui hanno il loro punto di incontro: lo Ionio e il Mare di Sicilia.
Sullo Ionio sorgeva un tempo il piccolo porto dove sono ancora presenti le casette dei pescatori, nel frattempo ristrutturate e divenute abitazioni per vacanze. Verso est si staglia l'isola di Capo Passero dove è ubicato il Forte di Capo Passero e la statua bronzea di Maria SS Scala del Paradiso.
Nel territorio comunale, presso il faro della locale Marina Militare è ubicata dal 1929 la stazione meteorologica di Cozzo Spadaro, ufficialmente riconosciuta dall'Organizzazione meteorologica mondiale e gestita dal servizio meteorologico dell'Aeronautica Militare.

### Clima
Il clima è mediterraneo, contraddistinto da estati calde (mitigate dalla brezza marina) e da inverni miti e piovosi.

### Geologia
Nel territorio di Portopalo e dintorni, di natura vulcanica, si possono trovare le vulcaniti e le colate laviche più antiche degli Iblei e della Sicilia, visto che proprio da Capo Passero è iniziata la storia geologica e vulcanologica siciliana che poi è proseguita con la formazione e lo sviluppo sempre più rapido dell'Etna, attualmente riconosciuto come il vulcano emerso e attivo più alto d'Europa.

## Storia
Il territorio che oggi comprende Portopalo era abitato sin dall'antichità. Posta in posizione strategica per la pesca del tonno, l'area di Portopalo di Capo Passero ha offerto i presupposti non solo per la sopravvivenza dell'uomo, ma anche per lo sviluppo di importanti processi produttivi legati al tonno. Il villaggio è stato denominato in vari modi: inizialmente Capo Pachino, in seguito Terra Nobile ed infine Porto Palo. Il fondatore di Portopalo è don Gaetano Deodato Moncada, che se ne interessò fin dal 1778 e che nel 1792 fece edificare a sue spese un centinaio di case intorno alla tonnara. Il primo nucleo urbano era composto da circa 300 persone, tra contadini, pastori e pescatori.
Fino al 1812, quando fu abolita la feudalità, Portopalo fu villaggio suburbio di Noto. Passò poi sotto il decurionato di Pachino, che la ebbe come frazione fino all'8 marzo 1975 quando divenne comune autonomo grazie alla tenacia dei portopalesi e in particolare grazie al Dott. Salvatore Gozzo, medico e politico. L'autonomia del neonato comune, che intanto aveva assunto il nome completo di Portopalo di Capo Passero, fu approvata in sede di Assemblea regionale con legge regionale n. 1 del 1º marzo 1975.
Nel 1936, come risulta dal censimento, era abitato da 1.710 persone sistemate in piccole abitazioni lungo la via Vittorio Emanuele (oggi la strada principale del paese), e si presentava come un tranquillo borgo di campagna. La maggior parte delle case erano bianche e screpolate dal sole e dalla salsedine. In quasi tutte era presente un piccolo spazio ('u bagghiu) adibito a stalla, dove era anche possibile coltivare un piccolo orto.
In paese non esisteva una rete idrica che fornisse acqua alle abitazioni: le donne erano quindi costrette, per lavare i panni, a recarsi al pozzo comunale presso il castello Bruno di Belmonte (ora Tafuri). La vita dei portopalesi si consumava di giorno nei campi e di sera al mare, al cianciolo, per arrotondare le entrate.
Alle due e mezzo della notte del 10 luglio del 1943 i primi soldati inglesi e canadesi sbarcavano sulle spiagge di Portopalo di Capo Passero e di Marzamemi, nel corso dell'operazione Husky. Il medico di Portopalo, Salvatore Gozzo, aveva convinto i millecinquecento abitanti del borgo a scendere nel rifugio che si trovava proprio davanti alla chiesa madre. Secondo alcuni testimoni oculari, dalla batteria di semplici cannoni che si trovavano nel paese di Portopalo furono sparati solo alcuni colpi, peraltro andati a vuoto e assolutamente inadeguati al confronto con le potenti artiglierie navali del nemico.

### La strage del Natale 1996
Il 25 e il 26 dicembre 1996 un tragico evento funestò il paese. Il naufragio, non lontano da Portopalo, di una nave che trasportava migranti fece 283 vittime finendo per rappresentare, all'epoca, la più grande tragedia navale del Mediterraneo dalla fine della seconda guerra mondiale.

### Simboli
Lo stemma e il gonfalone sono stati concessi con decreto del presidente della Repubblica n. 1830 del 25 aprile 1988.
Lo stemma è partito semitroncato: nel primo d'oro, al faro di rosso, costituito da due palchi e fondato su una campagna di azzurro; nel secondo d'argento, alla stella di azzurro, di otto raggi; il terzo di rosso, a tre spighe di grano d'oro, impugnate, legate di azzurro.
Il gonfalone è un drappo partito di rosso e di azzurro.

## Monumenti e luoghi d'interesse
- Isola di Capo Passero
- Forte di Capo Passero
- Isola delle Correnti

### Resti archeologici
- Vasche greco-romane: a ridosso della spiaggia di Scalo Mandrie, di fronte all'isola di Capo Passero, si trovano i resti di vasche per la lavorazione del tonno che facevano parte di una tonnara di epoca greco-romana. Risalenti al IV secolo a.C., tali vasche venivano utilizzate per la lavorazione del tonno e del “Garum”, una salsa di pesce piccante e molto salata, apprezzata dagli antichi romani. Scoperto negli anni '80 del XX secolo, questo ritrovamento archeologico viene considerato uno dei più importanti complessi adibiti alla lavorazione del pesce in area mediterranea. È stato attivo per quasi mille anni, dal V sec. a.C. fino al V sec. d. C., a cui facevano riferimento una probabile area insediativa, una necropoli[12] e una piccola catacomba cristiana scoperta negli anni ’50 del XX secolo.

### Architetture civili
- Castello Tafuri in Via Tonnara 1. Edificio risalente al 1935, attualmente restaurato ed adibito a struttura ricettiva turistica.

- La Tonnara di Portopalo di Capo Passero rappresenta un significativo esempio di archeologia industriale. Costruita nel XVII secolo, la tonnara rimase attiva fino al 1969, anno in cui la pesca del tonno rosso venne definitivamente vietata. Durante il suo periodo di massimo splendore, la Tonnara ha svolto un ruolo fondamentale nell'economia locale, fondata prevalentemente sulla pesca e la lavorazione del tonno. Il cruento rituale della mattanza attirava ogni anno visitatori da tutto il mondo. Oggi, la Tonnara conserva al suo interno numerose testimonianze della sua storia, quali la loggia, la grande fornace, i resti della chiesa del XVII secolo e i magazzini[13]. Un museo multimediale, allestito all'interno di un ex magazzino, illustra dettagliatamente le fasi della pesca del tonno e la vita dei tonnarotti, coloro che vi lavoravano. Mario Soldati, nel suo viaggio vinicolo che, nel 1968, portò alla pubblicazione "Vino al Vino", scrisse in riferimento a questo luogo: “Per arrivarci, abbiamo attraversato chilometri e chilometri di vigneti: e qui è la tonnara. Non vi accennerei neanche, se non fosse uno dei luoghi più meravigliosi che ho visto, in tutto il mondo, America e Africa comprese”[14]. Il sito è inaccessibile al pubblico dal 2007 e versa in stato di abbandono.[15][16]

### Architetture religiose
- La moderna Chiesa della Madonna Greca Eleusa Madre della Misericordia fu realizzata tra il 2013 e il 2015[17] a seguito di un incendio che nel 2012 ha reso inutilizzabile la chiesa di San Gaetano. La chiesa è stata progettata dallo studio di architettura Stancanelli Russo Associai come una "conchiglia sugli scogli", con linee fluide e morbide che richiamano le forme del mare[18]. Essa presenta una pianta a navata unica con due grandi nicchie alle estremità, una a forma di nartece d'ingresso e l'altra absidale rivolta verso il mare. È dotata di un piccolo campanile laterale con una banderuola a forma di pesce spada, simbolo della tradizione marinara locale. L'edificio è stato costruito su un'altura che domina il mare, offrendo una vista panoramica sulla costa e sull'isola di Capo Passero, ma al tempo stesso suscitando polemiche per il suo impatto paesaggistico[19]. Nel 2020, la Regione Siciliana ha stanziato 138.000 euro per il rifacimento della copertura della chiesa[20], danneggiatasi per il maltempo nel 2019[21]; stanziamento poi revocato, nel 2022, a causa del mancato avvio del lavori[22].

## Società

### Evoluzione demografica
Abitanti censiti

## Cultura

### Feste religiose e tradizioni popolari

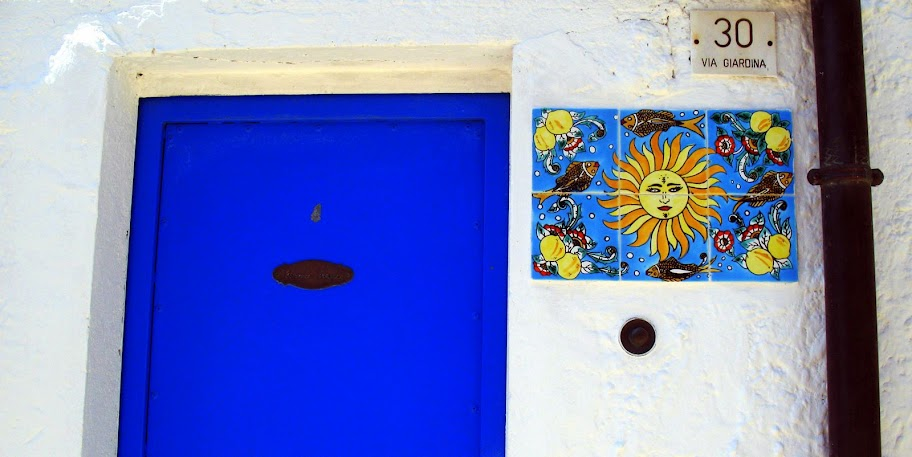
Ceramica sulla facciata di una casa di Portopalo

#### 17 gennaio - Festa di sant'Antonio Abate
La sera prima della ricorrenza, le donne del paese, preparavano gli ingredienti essenziali per la "cuccia", un prodotto a metà tra il dolce e una minestra, tradizione per lo più andata persa.
E sempre nello stesso giorno, alcune devote preparavano a casa i "panuzzi di sant'Antonio" piccoli e rotondi con due segni a forma di croce sul dorso e poi venivano portati in chiesa per essere benedetti e distribuiti ai presenti in nome del santo.

#### 19 marzo - Festa di san Giuseppe
La caratteristica di questa festa è costituita dalla "vampanigghia", che consiste in una catasta di frasche da accendere a tarda notte.

#### 7 agosto - Festa del santo patrono san Gaetano
Al santo patrono non sono tributati particolari festeggiamenti, a parte la processione della statua per le principali vie del paese, concludendo con l'entrata del santo in chiesa, verso sera, in una cornice di giochi d'artificio.
Nei giorni che seguono vengono organizzate regate con barche locali nel mare di "Scalo Mandria". Segue la "rottura dei pignatelli" in via Vittorio Emanuele e altre gare e giochi di sapore popolare.

### Cinema
A Portopalo sono stati girati:
- nel 1955 il film Agguato sul mare di Pino Mercanti
- nel 2006 il film Salvatore - Questa è la vita di Gian Paolo Cugno
- nel 2010 il film Malavoglia di Pasquale Scimeca
- nel 2011 il documentario Sicilia di sabbia di Massimiliano Perrotta
- nel 2017 il film I fantasmi di Portopalo di Beppe Fiorello

## Economia
L'economia di Portopalo è fortemente legata al mare, sia per quanto riguarda la pesca, che ha come luogo centrale di smercio il mercato ittico realizzato a partire dal 1977 dall'architetto Vincenzo Palazzotto (1931-2005) ed è un punto di riferimento per i pescatori siracusani e catanesi, sia per quanto riguarda il turismo balneare.
A partire dagli anni novanta Portopalo, insieme al comune limitrofo di Pachino, ha incrementato notevolmente la produzione agricola, con prodotti di nicchia e di alta qualità. Tra questi spicca in particolare il pomodoro di Pachino che ha altresì ottenuto il marchio IGP. Tipica di Portopalo, così come delle vicine Pachino e Marzamemi, è la cremolata, una sorta di granita dalla quale si differenzia per il minore contenuto di acqua e per il maggiore contenuto di frutta, per la maggiore cremosità e granulosità e per la sottilezza dei cristalli di ghiaccio.

## Amministrazione
Di seguito è presentata una tabella relativa alle amministrazioni che si sono succedute in questo comune.
| Periodo           | Periodo           | Primo cittadino           | Partito                     | Carica  | Note   |
| ----------------- | ----------------- | ------------------------- | --------------------------- | ------- | ------ |
| 22 novembre 1988  | 13 giugno 1990    | Corrado Luciano           | Democrazia Cristiana        | Sindaco | [ 26 ] |
| 13 giugno 1990    | 2 luglio 1991     | Salvatore Nardone         | Partito Socialista Italiano | Sindaco | [ 26 ] |
| 2 luglio 1991     | 21 settembre 1992 | Salvatore Carmelo Vaccaro | Partito Socialista Italiano | Sindaco | [ 26 ] |
| 25 settembre 1992 | 25 febbraio 1994  | Emanuele Cimino           | Democrazia Cristiana        | Sindaco | [ 26 ] |
| 25 febbraio 1994  | 15 maggio 1995    | Salvatore Nardone         | Partito Socialista Italiano | Sindaco | [ 26 ] |
| 30 maggio 1995    | 14 giugno 1999    | Michele Angelo Figura     | lista civica                | Sindaco | [ 26 ] |
| 14 giugno 1999    | 14 giugno 2004    | Fernando Cammisuli        | lista civica                | Sindaco | [ 26 ] |
| 16 giugno 2004    | 8 giugno 2009     | Fernando Cammisuli        | lista civica                | Sindaco | [ 26 ] |
| 8 giugno 2009     | 27 maggio 2014    | Michele Taccone           | lista civica                | Sindaco | [ 26 ] |
| 27 maggio 2014    | 17 marzo 2018     | Giuseppe Mirarchi         | lista civica                | Sindaco | [ 26 ] |
| 10 giugno 2018    | 29 maggio 2023    | Gaetano Montoneri         | lista civica                | Sindaco | [ 26 ] |
| 29 maggio 2023    | in carica         | Rachele Rocca             | lista civica                | Sindaca | [ 26 ] |

## Sport
Ha sede nel comune la società di calcio Asd Portopalo, che ha disputato campionati dilettantistici regionali, fino alla prima categoria. Una particolarità di Portopalo è stata il campionato locale che si è disputato ogni estate fino agli anni 90. 
Le società di calcio a 5 Capo Passero e Or.Sa Domenico Savio hanno vinto entrambe il campionato di Serie D, rispettivamente nel 2000 e nel 2003.

## Galleria d'immagini

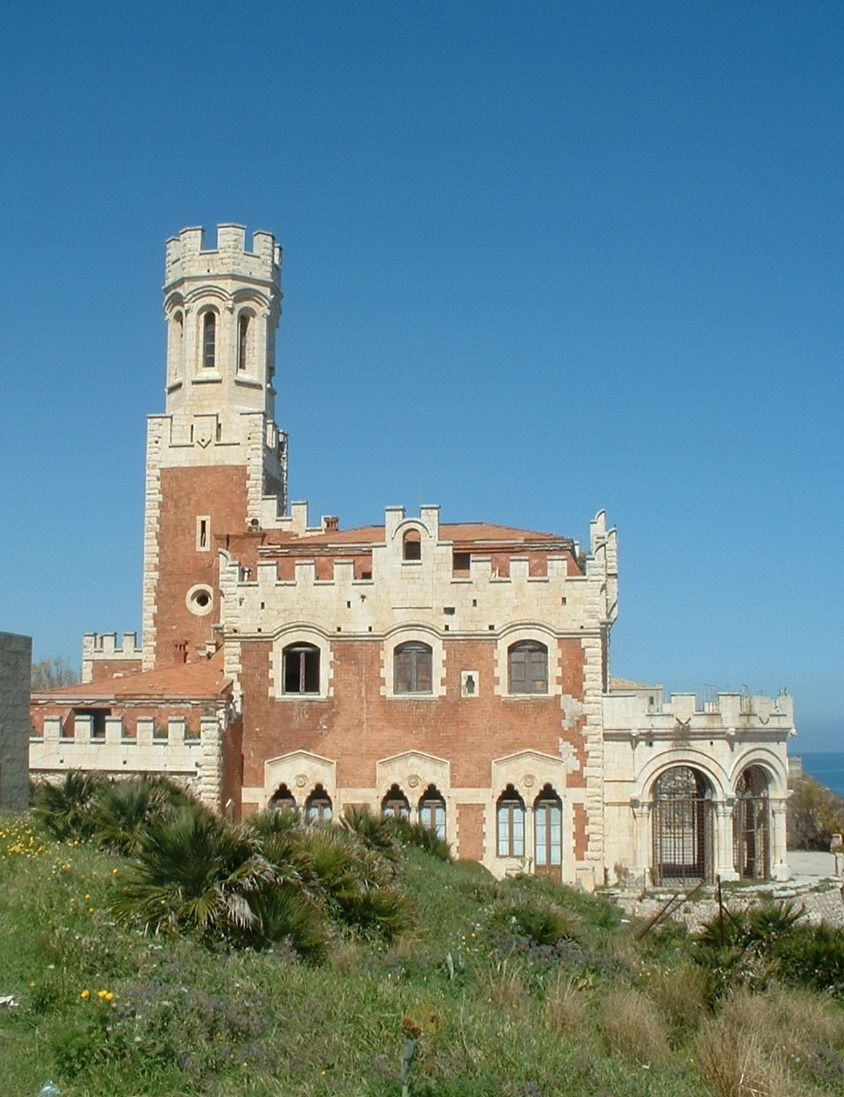
Castello Tafuri
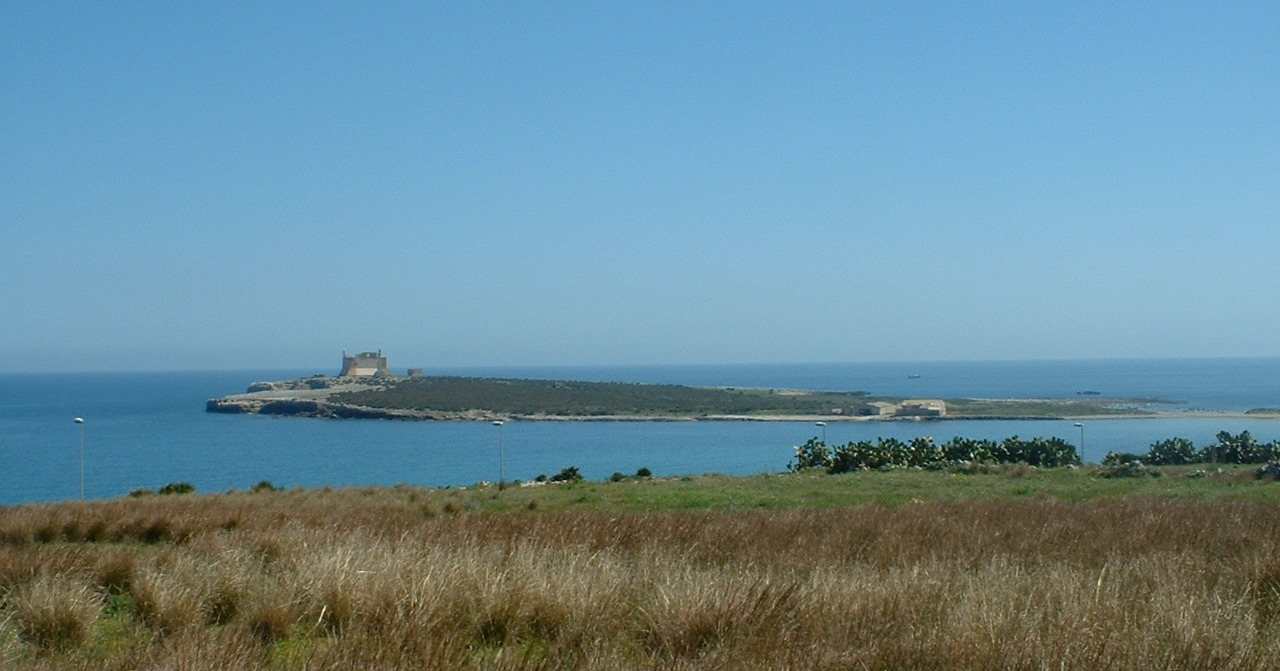
L'isola di Capo Passero, con il forte
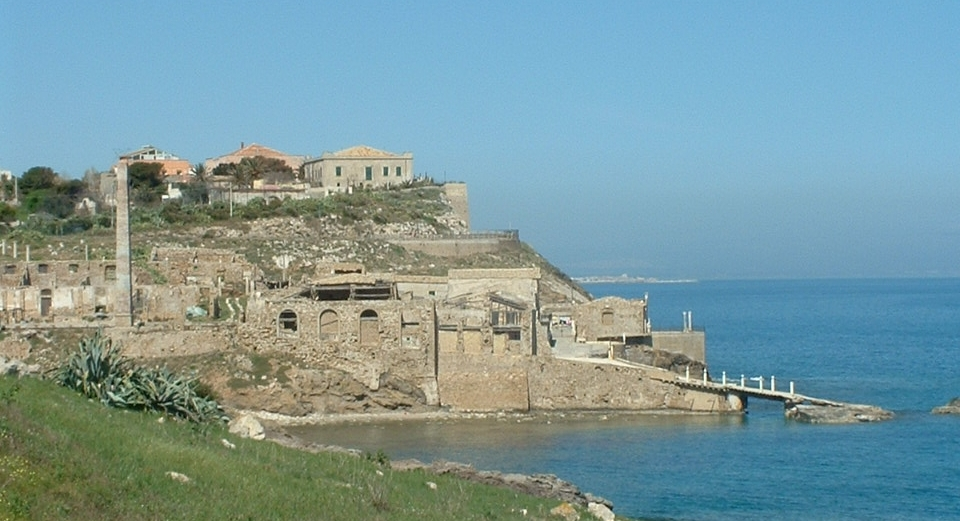
L'antica tonnara
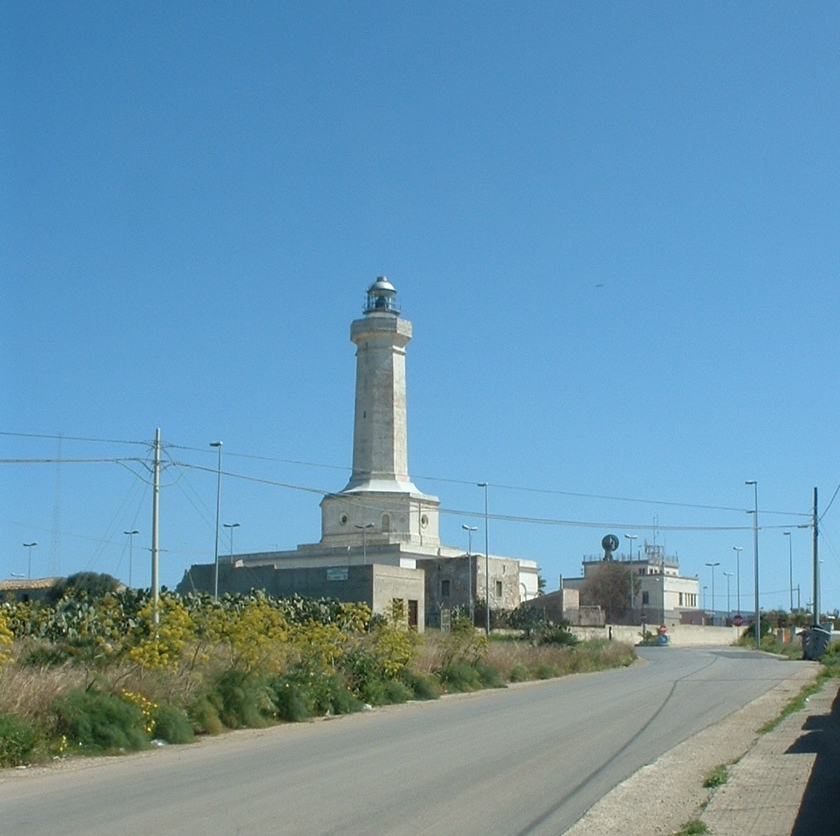
Cozzo Spadaro, il faro e la stazione meteorologica
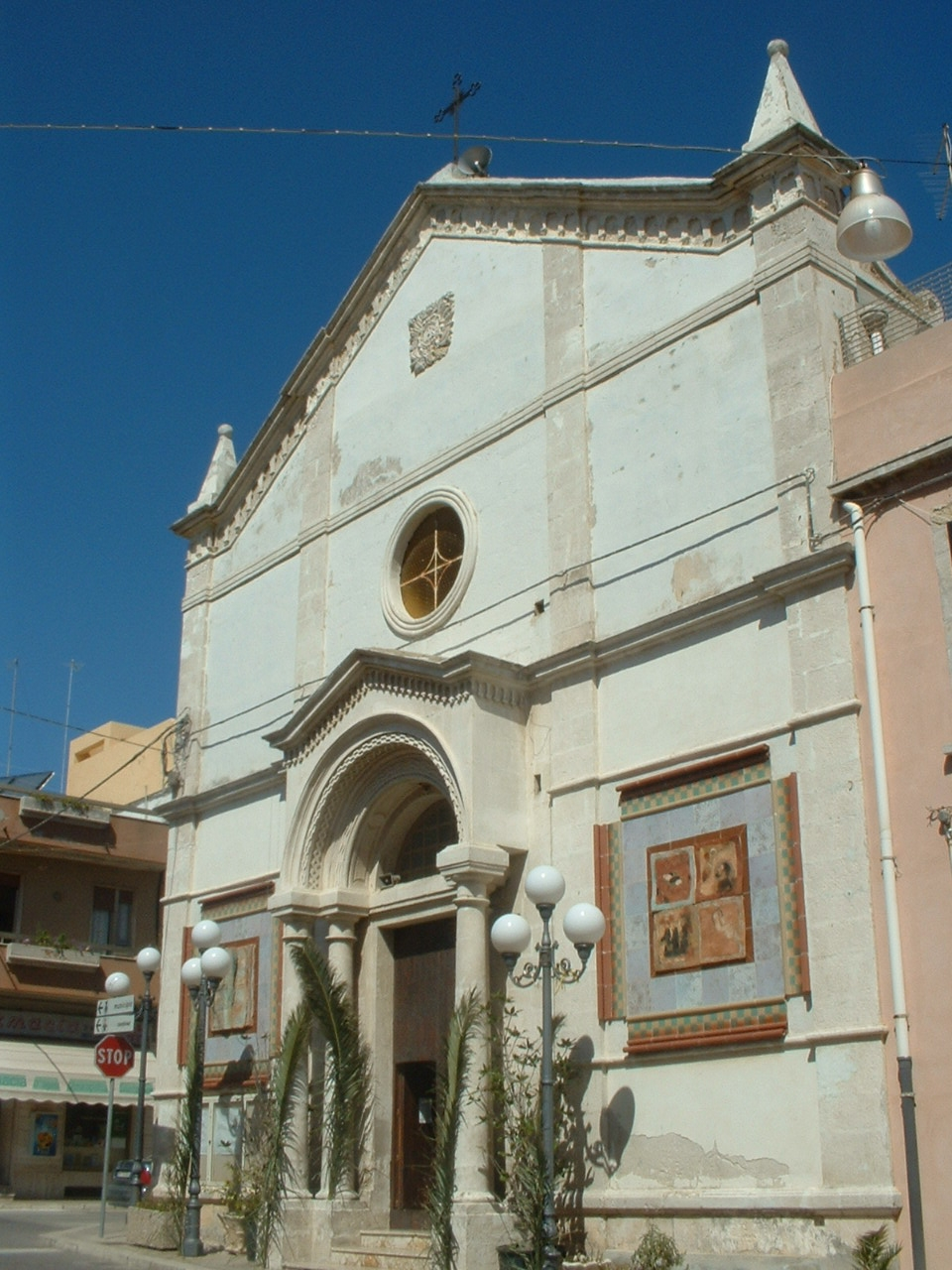
Chiesa di San Gaetano
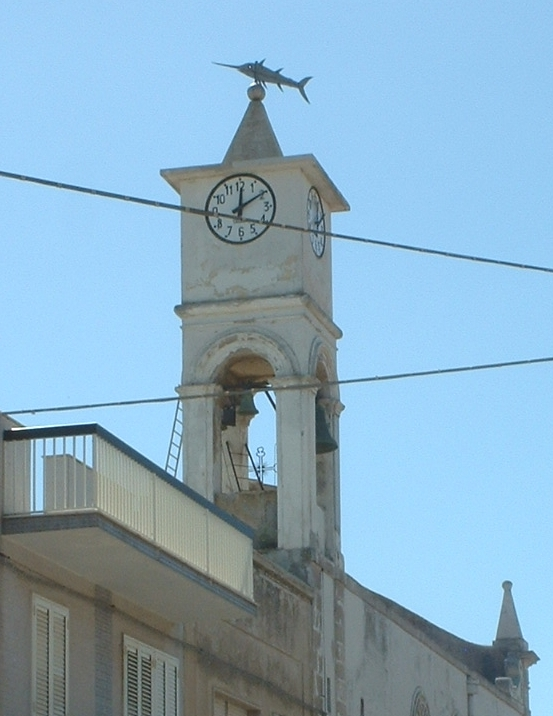
La curiosa banderuola a forma di pescespada posta sul campanile della Chiesa di San Gaetano